# Autobahn 605
Die belgische Autobahn 605, auch auf französisch Autoroute 605 bzw. niederländisch Autosnelweg 605 genannt, ist eine geplante Verbindung östlich von Lüttich (französisch Liège, niederländisch Luik). Nach ihrer Fertigstellung sollte sie die Ostumfahrung von Lüttich und ursprünglich Teil eines Lütticher Autobahnring R7 sein.

Der Bau war ursprünglich bis 2012 geplant. Aufgrund regelmäßiger Proteste und eines großen Widerstandes der betroffenen Anwohner sowie hohen Kosten wurde Mitte 2009 entschieden, das Projekt auf unbestimmte Zeit zu verschieben.
März 2016 wurde im Parlament der Wallonie erneut für den Bau abgestimmt, doch die auf 500 Millionen Euro geschätzten Kosten bedeuten effektiv, dass das Projekt nicht zeitnah umgesetzt werden wird.

## Geschichte
Die Planung der A605 als Ostumfahrung Lüttichs hat bereits in den 1960er Jahren begonnen. Durch den Bau hat man sich die Entlastung des Autobahnkreuz Cheratte,  der A3 und A25 sowie der N90 versprochen. Aufgrund eines großen Widerstandes und der hohen Kosten von ca. 400 Mio. Euro wurde die Realisierung bis Mitte der 2000er Jahre a  umfangreichen Änderungen und einem neuen Entwurf in den Jahren 2005/2006 erfolgte die Baugenehmigung 2007–2009. Am 18. Juni 2009 verkündete der Minister Michel Daerden, dass das Projekt aus politischen und finanziellen Gründen aufgegeben werde. Die wallonische Regierung entschied im Jahr 2009, dass die Realisierung der Verbindung verzögert, aber nicht endgültig verworfen werden sollte.